# Polibio
Polibio di Megalopoli (in greco antico: Πολύβιος?, Polýbios; Megalopoli, 206 a.C. circa – Grecia romana, 124 a.C.) è stato uno storico greco antico.
Studiò in modo particolare il sorgere della potenza della Repubblica romana, che attribuì all'onestà dei romani ed all'eccellenza delle loro istituzioni civiche e militari. Nelle sue Storie, si rivela particolarmente importante il suo resoconto della Seconda guerra punica e della Terza guerra punica fra Roma e Cartagine, nonché del periodo dell'espansionismo repubblicano.

## Biografia

### Origini e carriera
Figlio di Licorta, stratego della Lega achea, Polibio era per tradizione familiare fra i più eminenti uomini di Megalopoli, capitale dell'Arcadia, a sua volta importante componente della Lega achea. Se il padre fu uno stratego, cioè comandante in capo della Lega, Polibio ne fu ipparco ovvero capo della cavalleria, secondo in grado delle forze armate.
La sua carriera politica in Grecia si conclude dopo la battaglia di Pidna (168 a.C.) con la quale il console Lucio Emilio Paolo, figlio del console caduto nella Battaglia di Canne, cancellò la Macedonia di Perseo dal novero delle potenze dell'epoca. Come dirigente del partito, la sua neutralità durante la guerra attirò i sospetti dei romani, e fu uno dei mille nobili achei che nel 166 a.C. furono inviati quali ostaggi a Roma. Vi rimase per diciassette anni.

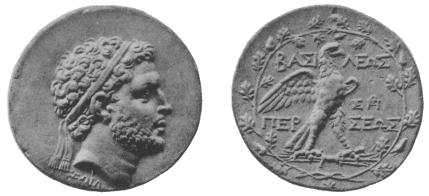
Moneta di Perseo di Macedonia.

### A Roma
A Roma, in ragione della sua vasta cultura, Polibio fu ammesso nei più rinomati salotti, in particolare quello di Paolo Emilio, amico e "rivale" degli Scipioni, che gli affidò l'educazione dei figli, uno dei quali fu poi adottato da Scipione e cambiò nome in Scipione Emiliano (Africano Minore). L'amicizia degli Scipioni permise a Polibio frequenti uscite da Roma con viaggi in Italia, Gallia, Spagna. Fu anche in Spagna, al seguito di Scipione nel 134 a.C. nella guerra a Numanzia.

### La caduta di Cartagine
Per intercessione di Scipione, nel 150 a.C. Polibio ottenne di ritornare in Grecia ma già nell'anno successivo era (come già detto) in Africa con il suo amico Scipione e nel 146 a.C. assistette alla caduta di Cartagine, che in seguito descrisse.

### Il ritorno e gli ultimi anni
Dopo la distruzione di Corinto, nello stesso anno (146 a.C.) Polibio ritornò in Grecia e usò le sue conoscenze a Roma per rendere meno gravose le condizioni della Grecia diventata una Provincia romana. Gli fu anche affidato il compito di riorganizzare le città greche sotto la nuova forma di governo e per quest'opera di legislatore ed interprete delle leggi si guadagnò le più alte considerazioni, tanto che gli furono erette statue.
Gli anni successivi li trascorse a Roma, teso al completamento del suo lavoro storico, affrontando occasionali lunghi viaggi nelle terre bagnate dal Mediterraneo che interessavano la sua Storia, soprattutto con l'obiettivo di ottenere informazioni di prima mano sui siti storici.

Alla morte di Scipione ritornò in Grecia, dove morì, all'età di 82 anni, per una caduta da cavallo.

## Opere

### Opere minori
Si ha notizia di almeno tre opere di Polibio, però perdute, legate alla sua attività di politico: una Vita di Filopemene in tre libri, un trattato di tattica una storia della guerra di Numanzia. Quest'ultima è, tuttavia, non molto certa.

### LeStorie
L'opera principale di Polibio cercava di fornire una storia universale (la sua Pragmateia) del periodo fra il 220 a.C. e il 146 a.C., con un prologo concernente la storia romana a partire dal 264 a.C. Dei quaranta libri in cui, sappiamo, si divideva l'opera, solo i primi cinque (che coprono il periodo fino al 216 a.C.) ci sono giunti completi. Per il resto ci sono pervenuti solo lunghi frammenti ed epitomi. I due libri dell'introduzione raccontano gli eventi nel Mediterraneo a partire dal Sacco di Roma da parte dei Galli di Brenno (390 a.C. ) fino alla Prima guerra punica, focalizzandosi sulla crescita dell'egemonia romana.
Nei libri I e III esprime dichiaratamente l'intenzione di esaminare come e perché Roma, nel breve volgere di nemmeno 53 anni divenne l'incontrastata dominatrice dell'ecumene, dell'intero mondo abitato.
L'affermazione è un po' esagerata, anche se in effetti Roma, potenza esclusivamente peninsulare italiana, in mezzo secolo eliminò Cartagine acquisendo la costa africana dall'Egitto all'Algeria, assoggettò la Spagna, la Provenza, l'Illiria, la Grecia, la Macedonia, l'Asia (Anatolia e Siria). Polibio non tiene conto dei secoli di "preparazione" necessari. E dobbiamo ricordare che era greco e che per "mondo" intendeva il Mediterraneo "greco". Tutto il resto era barbarie.
Anche se, in quanto amico degli Scipioni, non del tutto imparziale e piuttosto ammirativo delle capacità dei romani, Polibio non era romano e i suoi scritti erano intesi per lettori greci. Tito Livio lo utilizzò come fonte anche perché, a sua volta, Polibio poteva attingere a ottime fonti: almeno una delle più influenti e politicamente impegnate famiglie dell'aristocrazia romana. Anche in qualità di ostaggio, rimaneva membro della classe al governo con opportunità di accedere a informazioni di prima mano e di vedere nel profondo degli affari politici e militari.
In una classica storia del comportamento umano, Polibio ne coglie tutte le essenze: nazionalismo, razzismo, doppiezze politiche, orrende battaglie, brutalità assieme a lealtà, valore, intelligenza, ragione e risorse. Con il suo occhio per i dettagli ed il suo stile criticamente ragionato, Polibio ci dà una visione unificata di Storia piuttosto che una cronologia.

Polibio racconta di eventi di cui ha avuto diretta esperienza. È uno dei primi storici che cercano di presentare la storia come una sequenza di cause ed effetti, 
(H. Thurston Peck, Polybius, in “Harper’s Dictionary of Classical Antiquities”, New York, Harper & Bros., 1898)
I suoi scritti ebbero una grande influenza su Cicerone, sui padri fondatori degli Stati Uniti d'America e su Montesquieu, per la sua concezione della storia come "maestra" per il comportamento degli uomini i quali, non si stanca mai di ripetere, devono imparare da essa a non commettere gli stessi errori compiuti dai predecessori e riportati dagli storici.

#### Lascacchiera di Polibio
Polibio perfezionò in questi anni un utile strumento di telecomunicazione, inventato da Cleosseno e Democlito, che, attraverso segnali di fuoco, permetteva la facile trasmissione di qualunque tipo di messaggio. Il sistema di telecomunicazione è descritto nei dettagli da Polibio stesso, che ne spiega preliminarmente i vantaggi rispetto ai sistemi precedenti, che consentivano solamente di trasmettere messaggi preimpostati, estratti da una lista concordata preventivamente tra mittente e destinatario, o, ancora più semplicemente, confermavano o smentivano un evento atteso. Lo storico considera l'utilizzo di questo sistema nel contesto di campagne militari, ma è ovvio che l'applicazione poteva essere generale.
Il mittente si colloca dietro un parapetto provvisto di cinque fiaccole a sinistra e cinque a destra, con una tavoletta distinta in cinque righe e cinque colonne riportante in ogni cella una lettera dell'alfabeto greco (composto da 24 lettere, di cui 7 vocali e 17 consonanti), secondo uno schema simile:
```
A   B   Γ   Δ   Ε
Z   H   Θ   I   K
Λ   M   N   Ξ   O
Π   Ρ   Σ   T   Υ
Φ   Χ   Ψ   Ω	
```

La comunicazione si svolge secondo le seguenti fasi:
1. La comunicazione viene stabilita: il mittente alza due torce, segnalando che sta per iniziare la trasmissione; il destinatario risponde alzando due torce, segnalando che è pronto a ricevere
2. La comunicazione viene inoltrata: viene trasmessa una lettera alla volta; il mittente alza un numero di torce a sinistra corrispondente al numero di riga e un numero di torce a destra corrispondente al numero di colonna, individuando così una lettera precisa
3. La comunicazione termina: il mittente alza due torce segnalando la fine della trasmissione

È da notare che questo metodo si prestava ottimamente alla trasmissione di messaggi crittografati; era sufficiente che trasmettitore e ricevitore concordassero uno stesso schema comune (diverso da quello banale alfabetico indicato sopra) con una disposizione particolare delle lettere in riga e colonne.
Ad esempio, se si vuole trasmettere la parola “Cretesi”, in greco KΡHTEΣ (cretès), si trasmetteranno le lettere nel modo seguente:
- K	2 torce a sinistra, 5 torce a destra
- Ρ	4 torce a sinistra, 2 torce a destra
- H	2 torce a sinistra, 2 torce a destra
- T	4 torce a sinistra, 4 torce a destra
- E	1 torcia a sinistra, 5 torce a destra
- Σ	4 torce a sinistra, 3 torce a destra

Il metodo di trasmissione richiede che il testo sia sintetico: non si sceglierà di comunicare la frase “circa mille soldati cretesi sono passati ai nemici”, si preferirà dire “mille cretesi disertano”.